# Terry Brahm
Terry Brahm, właśc. Terrence Paul Brahm (ur. 21 listopada 1962) – amerykański lekkoatleta specjalizujący się w biegach długodystansowych, uczestnik letnich igrzysk olimpijskich w Seulu (1988).

## Sukcesy sportowe
- mistrz Stanów Zjednoczonych w biegu na 5 kilometrów – 1990[1]
- dwukrotny medalista mistrzostw Stanów Zjednoczonych w biegu na 5000 metrów: srebrny (1986) oraz brązowy (1987)
- halowy mistrz Stanów Zjednoczonych w biegu na 3000 metrów – 1991[2]
- mistrz National Collegiate Athletic Association w biegu na 5000 metrów – 1986[3]

| Rok  | Miasto       | Zawody                    | Konkurencja    | Wynik         |
| ---- | ------------ | ------------------------- | -------------- | ------------- |
| 1986 | Moskwa       | Igrzyska Dobrej Woli      | bieg na 5000 m | srebrny medal |
| 1987 | Indianapolis | Halowe mistrzostwa świata | bieg na 3000 m | brązowy medal |

## Rekordy życiowe
- bieg na 1500 metrów – 3:35,81 – Hengelo 14/08/1988
- bieg na milę – 3:54,56 – Burnaby 15/07/1984
- bieg na 2000 metrów – 5:05,77 – Bloomington 31/01/1986
- bieg na 3000 metrów – 7:43,15 – Paryż 22/07/1986
- bieg na 3000 metrów (hala) – 7:46,09 – East Rutherford 10/02/1989
- bieg na 2 mile – 8:21,18 – Eugene 02/07/1988
- bieg na 5000 metrów – 13:28,00 – Eugene 01/06/1990